# Calameuta haemorrhoidalis
Calameuta haemorrhoidalis är en stekelart som först beskrevs av Fabricius 1781.  Calameuta haemorrhoidalis ingår i släktet Calameuta, och familjen halmsteklar. Arten har ej påträffats i Sverige.